# 韓語維基百科
韓語維基百科（：／ Hangugeo Wiki Baekgwa */?）是維基百科的韓語版本，一個自由、開放內容的百科全書計劃。目前是在各語言維基百科計畫中，規模排名第22（依條目量計算）。開始於2002年10月11日（星期五）下午四時，截至2024年3月，韓語維基百科已有66萬篇條目。

## 歷史

### 創立伊始
维基百科所使用的MediaWiki在旧版本并不支持谚文的显示。2002年8月，MediaWiki进行了升级，开始支持包括谚文在内的非英语字母，韓語維基百科得以建立。韓語版原始的網址為ko.wikipedia.com。第一篇有意思的條目，是由現時的管理員之一Xaos在2002年10月12日14:37創建的吉米·卡特（지미 카터），當時Xaos還未正式注冊，到了15:37才注冊成為第一位用戶。
当时的Internet Explorer仍然存在编码问题，这使得韩语维基百科的贡献率很低。尽管如此，文章数量在2003年7月依然从2002年8月的13篇增加到了159篇。到创立一年后的2003年8月，韓語維基百科一共有348篇条目。在2003年9月，IE的韩文编码问题得到彻底解决，编辑和访问的数量开始迅速增加。

### 發展歷程
- 2002年10月12日：第1條條目(지미 카터，吉米·卡特)
- 2005年6月5日：第1萬條條目(양자 마당 이론，量子場論)
- 2006年2月12日：第2萬條條目(마다가스카르의 행정 구역，馬達加斯加行政區劃)
- 2006年12月14日：第3萬條條目(가메이 에리，龜井繪里)
- 2007年8月2日：第4萬條條目(텍스처 매핑，紋理映射)
- 2008年1月4日：第5萬條條目(바브리，BarBri（英语：BarBri）)
- 2008年4月24日：第6萬條條目(고기압，高氣壓/反氣旋)
- 2008年8月7日：第7萬條條目(영동대교，永東大橋)
- 2008年11月20日：第8萬條條目(큰곰자리 운동성단，大熊座移動星群)
- 2009年2月25日：第9萬條條目(당연상인，當然商人)
- 2009年6月4日：第10萬條條目(액세스권，媒體存取權)
- 2009年8月26日: 第11萬條條目(청춘，青年)
- 2009年11月18日: 第12萬條條目(에이드리언 셰퍼드，阿德里安·谢泼德)
- 2010年3月13日: 第13萬條條目(야하타히가시 구，八幡東區)
- 2010年7月4日: 第14萬條條目(새뮤얼 베어먼，S. N. Behrman（英语：S. N. Behrman）)
- 2010年12月15日: 第15萬條條目(김지언 (1979년))
- 2011年4月13日: 第16萬條條目(쿠웨이트의 행정 구역，科威特行政区划)
- 2011年8月9日: 第17萬條條目(2013년 FIFA 비치사커 월드컵，2013年沙灘足球世界盃)
- 2011年11月3日: 第18萬條條目(2009년 포뮬러 원 헝가리 그랑프리，2009年匈牙利大奖赛)
- 2012年2月19日: 第19萬條條目(근본적 위반，Breach of contract)
- 2012年5月19日: 第20萬條條目(바비 탬블링，Bobby Tambling（英语：Bobby Tambling）)
- 2012年8月7日: 第21萬條條目(기능 키，Function key)
- 2012年11月4日: 第22萬條條目(퀵 (영화)，Quick (2011 film)（英语：Quick (2011 film)）)
- 2013年2月7日: 第23萬條條目(젬베，非洲手鼓)
- 2013年5月30日: 第24萬條條目(앙트레，Entrée（英语：Entrée）)
- 2013年10月3日: 第25萬條條目(회피，回避)
- 2014年1月1日: 第26萬條條目(쩡롄쑹，曾联松)
- 2014年3月14日: 第27萬條條目(18-크라운-6，18-冠-6)
- 2014年6月17日: 第28萬條條目(지방도 제912호선，地方道912号)
- 2014年9月28日: 第29萬條條目(남춘천여자중학교，南春川女子学校)
- 2015年1月5日: 第30萬條條目(Rojo -Tierra-，Rojo -Tierra-)

## 發展狀況
雖然韓國國內的上網十分普及，但韓語維基百科初期屬於發展較遲緩的維基百科語種。可能的原因是韓國許多入口網站，如NAVER、雅虎、DAUM、PARAN等皆提供免費百科查閱，此外韓國還有納木維基。為此，借助韓國當地的各種資訊科技服務，韓語維基有以下各種獨特的派生服務。
現今韓語維基百科已經呈現穩定發展的狀態，如果不計拉丁文字圈的語言依條目數則名列俄語、埃及阿拉伯语、漢語、日语、越南语、烏克蘭语、阿拉伯语和波斯語之後，排在第九位。
2016年8月2日，在Namu Wiki上線约一年后，該在線百科取代韩语维基百科成為韓國第一流行的在線百科。

## 派生服務
從2005年8月11日開始，Empas把韓語維基百科的內容與其內部的百科數據庫統合，使兩者皆可被檢索。2007年7月6日開始，鮮京電信（SK Telecom）的行動通訊服務NATE亦提供為其客戶透過手機檢索韓語維基百科的服務。
從8月21日開始，韓國入門網站Daum的百科全書服務亦包括了對韓語維基百科及英語維基百科的查詢，而NAVER亦從2008年1月11日開始提供對韓語及英語維基百科的檢索服務。

## 紀念標誌

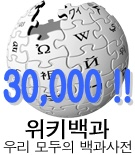
30000條目里程碑標誌
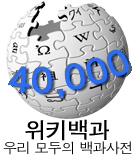
40000條目里程碑標誌
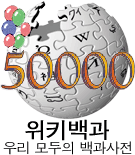
50000條目里程碑標誌
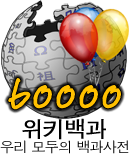
60000條目里程碑標誌
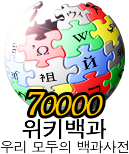
70000條目里程碑標誌

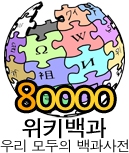
80000條目里程碑標誌
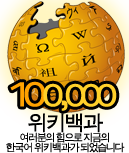
100000條目里程碑標誌
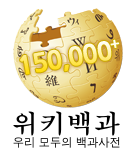
150000條目里程碑標誌
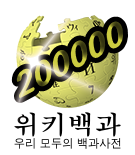
200000條目里程碑標誌
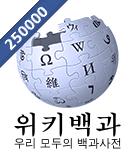
250000條目里程碑標誌

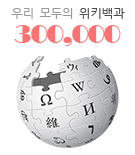
300000條目里程碑標誌
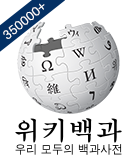
350000條目里程碑標誌
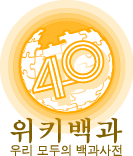
400000條目里程碑標誌
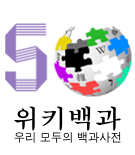
500000條目里程碑標誌
600000條目里程碑標誌

## 外部連結
- 韓語維基百科